# Hawkins (Teksas)
Hawkins je grad u američkoj saveznoj državi Teksas. Prema popisu stanovništva iz 2010. u njemu je živjelo 1.278 stanovnika.